# Hugh R. Belknap

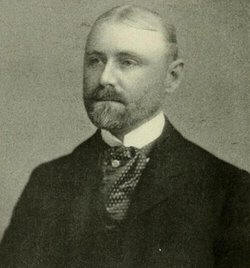
Hugh R. Belknap

Hugh Reid Belknap (* 1. September 1860 in Keokuk, Iowa; † 12. November 1901 in Calamba, Philippinen) war ein US-amerikanischer Politiker. Zwischen 1895 und 1899 vertrat er den Bundesstaat Illinois im US-Repräsentantenhaus.

## Werdegang
Hugh Belknap war der Sohn von William W. Belknap (1829–1890), der zwischen 1869 und 1876 US-Kriegsminister war. Er besuchte die öffentlichen Schulen seiner Heimat, die Adams Academy in Quincy (Massachusetts) und die Phillips Academy in Andover. Von 1858 bis 1892 arbeitete er in verschiedenen Positionen für die Baltimore and Ohio Railroad. Danach war er Leiter der South Side Rapid Transit Railroad of Chicago, einer Straßenbahngesellschaft in Chicago.
Politisch war Belknap Mitglied der Republikanischen Partei. Bei den Kongresswahlen des Jahres 1894 unterlag er dem Demokraten Lawrence E. McGann. Belknap legte aber gegen den Wahlausgang Widerspruch ein. Als diesem stattgegeben wurde, konnte er am 27. Dezember 1895 sein Mandat im Kongress antreten. Nach einer Wiederwahl übte er es bis zum 3. März 1899 aus. In diese Zeit fiel der Spanisch-Amerikanische Krieg von 1898. Im Jahr 1898 wurde er nicht wiedergewählt.
Nach dem Ende seiner Zeit im US-Repräsentantenhaus wurde Hugh Belknap als Major Zahlmeister in der US Army. Vom 2. Februar 1901 bis zu seinem Tod am 12. November desselben Jahres diente er in dieser Eigenschaft in Calamba auf den Philippinen. Er wurde auf dem Nationalfriedhof Arlington in Virginia beigesetzt.